# Moine Thrust

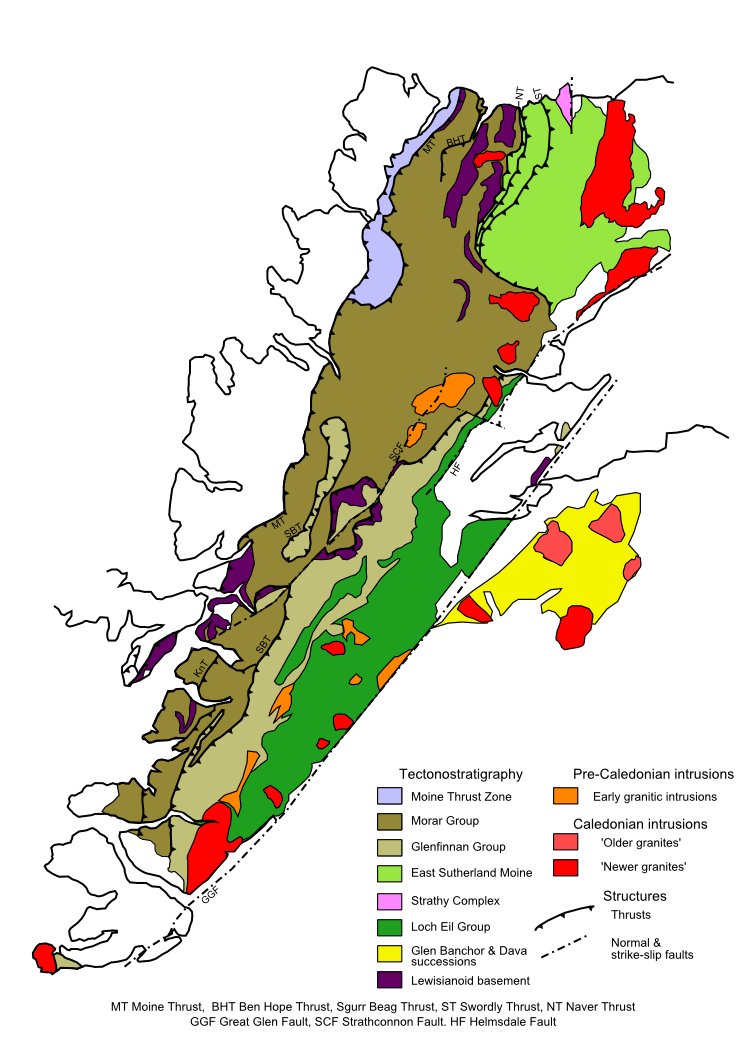
Geologische Karte Nordschottlands mit dem Moine Thrust (MT) als nordwestliche Begrenzung

Moine Thrust ist eine geologische Decken-Überschiebung im Norden Schottlands. Sie ist etwa 180 km lang und reicht vom Süden der Isle of Skye bis zum Loch Eriboll in Nordost-Sutherland. Der Name ist abgeleitet von a'Mhoine, die Bezeichnung für Moor in Nord-Sutherland.

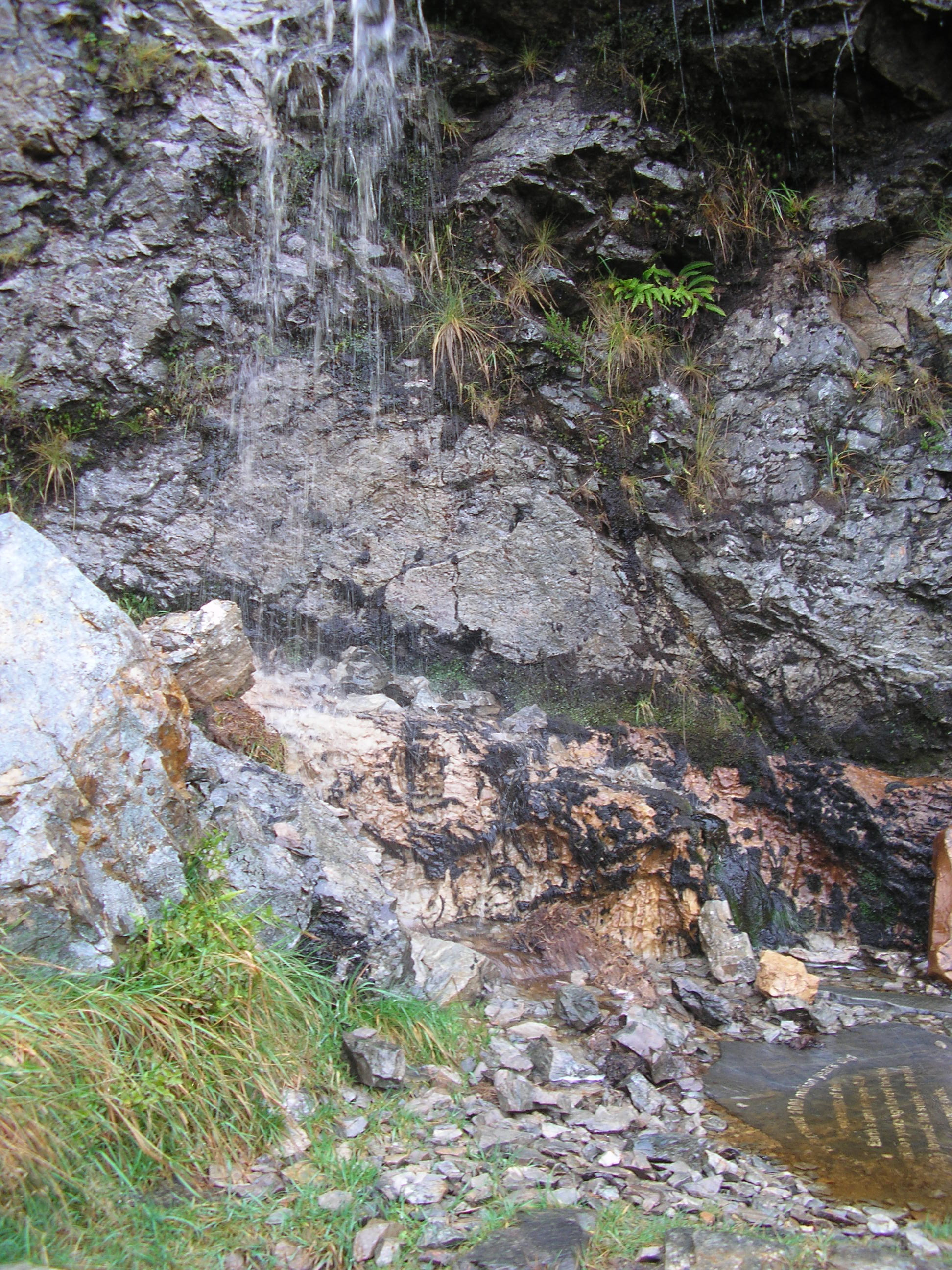
Aufschluss der Überschiebung in Knockan Crag

Der Moine Thrust entstand vor 410 bis 430 Millionen Jahren während der kaledonischen Gebirgsbildung durch die Überschiebung von europäischer auf amerikanische Kruste. Die Überschiebungszone ist mehrere Kilometer breit und trennt einen tektonisch erkennbar beanspruchten metamorphen Gneis (Lewisian Gneiss) von den ihn überlagernden Sedimenten der neoproterozoischen Moine Supergroup im Südosten von den neoproterozoischen und kambro-ordovizischen Gesteinen im Nordwesten.
Der Moine Thrust wurde 1907 als erster Überschiebungsgürtel überhaupt identifiziert.
Im Geopark Knockan Crag, etwa 20 km nördlich von Ullapool kann die Überschiebung in einem geologischen Aufschluss besichtigt werden. Ein kleines Besucherzentrum bietet einen Überblick über die geologische Situation, kurze Rundwanderwege führen an den Aufschluss.